# Schaatsen op de Olympische Winterspelen
Het schaatsen op de Olympische Winterspelen vindt voor heren plaats sinds de eerste editie van de Winterspelen, gehouden in 1924. De verreden afstanden waren de 500 meter, de 1500 meter, de 5000 meter en de 10.000 meter. Alleen in de eerste editie werden ook medailles voor een allroundklassement vergeven. De 1000 meter is sinds de spelen van 1976 aan het programma toegevoegd.
Voor de dames stond het schaatsen voor het eerst op het programma bij de Olympische Winterspelen van 1932 als demonstratiesport met alleen Amerikaanse en Canadese schaatssters. De verreden afstanden waren de 500 meter, de 1000 meter en de 1500 meter. Vanaf 1940 zou het damesschaatsen volwaardig op het programma staan, maar door de Tweede Wereldoorlog werd dit uitgesteld tot 1960. Tijdens de Spelen van 1960 werd voor het eerst ook de 3000 meter verreden. De 5000 meter is geïntroduceerd op de Spelen van 1988.
Sinds de Winterspelen van 2006 in Turijn staat ook de ploegenachtervolging op het programma. De dames rijden zes ronden en de heren acht ronden. Sinds 2018 zijn ook op de massastart voor mannen en vrouwen medailles te winnen.

## Edities
| Spelen | Jaar | Gaststad / Gastland                                                           | IJsbaan                                                                       | Datum                                                                         | Landen                                                                        | Sporters                                                                      | Sporters                                                                      | Sporters                                                                      | Ond.                                                                          | Winnaar medaillespiegel                                                       |
| Spelen | Jaar | Gaststad / Gastland                                                           | IJsbaan                                                                       | Datum                                                                         | Landen                                                                        | Totaal                                                                        | M                                                                             | V                                                                             | Ond.                                                                          | Winnaar medaillespiegel                                                       |
| ------ | ---- | ----------------------------------------------------------------------------- | ----------------------------------------------------------------------------- | ----------------------------------------------------------------------------- | ----------------------------------------------------------------------------- | ----------------------------------------------------------------------------- | ----------------------------------------------------------------------------- | ----------------------------------------------------------------------------- | ----------------------------------------------------------------------------- | ----------------------------------------------------------------------------- |
| XXV    | 2026 | Milaan en Cortina d'Ampezzo, Italië                                           | Fiera Milano (in Milaan)                                                      | 6–22 februari                                                                 |                                                                               |                                                                               |                                                                               |                                                                               | 14                                                                            |                                                                               |
| XXIV   | 2022 | Peking, China                                                                 | National Speed Skating Oval                                                   | 4–20 februari                                                                 | 27                                                                            | 166                                                                           | 87                                                                            | 79                                                                            | 14                                                                            | Nederland                                                                     |
| XXIII  | 2018 | Pyeongchang, Zuid-Korea                                                       | Gangneung Science Oval (in Gangneung)                                         | 9–25 februari                                                                 | 29                                                                            | 180                                                                           | 100                                                                           | 80                                                                            | 14                                                                            | Nederland                                                                     |
| XXII   | 2014 | Sotsji, Rusland                                                               | Adler Arena                                                                   | 7–23 februari                                                                 | 23                                                                            | 177                                                                           | 83                                                                            | 94                                                                            | 12                                                                            | Nederland                                                                     |
| XXI    | 2010 | Vancouver, Canada                                                             | Richmond Olympic Oval (in Richmond)                                           | 12–28 februari                                                                | 24                                                                            | 177                                                                           | 94                                                                            | 83                                                                            | 12                                                                            | Zuid-Korea                                                                    |
| XX     | 2006 | Turijn, Italië                                                                | Oval Lingotto                                                                 | 10–26 februari                                                                | 19                                                                            | 174                                                                           | 97                                                                            | 77                                                                            | 10                                                                            | Verenigde Staten                                                              |
| XIX    | 2002 | Salt Lake City, Verenigde Staten                                              | Utah Olympic Oval (in Kearns)                                                 | 8–24 februari                                                                 | 23                                                                            | 166                                                                           | 95                                                                            | 71                                                                            | 10                                                                            | Nederland                                                                     |
| XVIII  | 1998 | Nagano, Japan                                                                 | M-Wave                                                                        | 7–22 februari                                                                 | 25                                                                            | 171                                                                           | 92                                                                            | 79                                                                            | 10                                                                            | Nederland                                                                     |
| XVII   | 1994 | Lillehammer, Noorwegen                                                        | Vikingskipet (in Hamar)                                                       | 12–27 februari                                                                | 21                                                                            | 150                                                                           | 89                                                                            | 61                                                                            | 10                                                                            | Noorwegen                                                                     |
| XVI    | 1992 | Albertville, Frankrijk                                                        | Stade de Patinage Olympique                                                   | 8–23 februari                                                                 | 23                                                                            | 154                                                                           | 95                                                                            | 59                                                                            | 10                                                                            | Duitsland                                                                     |
| XV     | 1988 | Calgary, Canada                                                               | Olympic Oval                                                                  | 13–28 februari                                                                | 21                                                                            | 141                                                                           | 88                                                                            | 53                                                                            | 10                                                                            | DDR                                                                           |
| XIV    | 1984 | Sarajevo, Joegoslavië                                                         | Zetra Ice Rink                                                                | 8–19 februari                                                                 | 24                                                                            | 139                                                                           | 87                                                                            | 52                                                                            | 9                                                                             | DDR                                                                           |
| XIII   | 1980 | Lake Placid, Verenigde Staten                                                 | James B. Sheffield Olympic Skating Rink                                       | 13–24 februari                                                                | 20                                                                            | 128                                                                           | 74                                                                            | 54                                                                            | 9                                                                             | Verenigde Staten                                                              |
| XII    | 1976 | Innsbruck, Oostenrijk                                                         | Olympia Eisstadion Innsbruck                                                  | 4–15 februari                                                                 | 19                                                                            | 111                                                                           | 66                                                                            | 45                                                                            | 9                                                                             | Sovjet-Unie                                                                   |
| XI     | 1972 | Sapporo, Japan                                                                | Makomanai Skating Centre                                                      | 3–13 februari                                                                 | 18                                                                            | 118                                                                           | 67                                                                            | 51                                                                            | 8                                                                             | Nederland                                                                     |
| X      | 1968 | Grenoble, Frankrijk                                                           | Anneau de Vitesse de Grenoble                                                 | 6–18 februari                                                                 | 19                                                                            | 129                                                                           | 86                                                                            | 43                                                                            | 8                                                                             | Nederland                                                                     |
| IX     | 1964 | Innsbruck, Oostenrijk                                                         | Olympia Eisstadion Innsbruck                                                  | 29 januari – 9 februari                                                       | 22                                                                            | 134                                                                           | 91                                                                            | 43                                                                            | 8                                                                             | Sovjet-Unie                                                                   |
| VIII   | 1960 | Squaw Valley, Verenigde Staten                                                | Squaw Valley Olympic Skating Rink                                             | 18–28 februari                                                                | 17                                                                            | 103                                                                           | 73                                                                            | 30                                                                            | 8                                                                             | Sovjet-Unie                                                                   |
| VII    | 1956 | Cortina d'Ampezzo, Italië                                                     | Meer van Misurina                                                             | 26 januari – 5 februari                                                       | 18                                                                            | 88                                                                            | 88                                                                            | –                                                                             | 4                                                                             | Sovjet-Unie                                                                   |
| VI     | 1952 | Oslo, Noorwegen                                                               | Bislettstadion                                                                | 14–25 februari                                                                | 14                                                                            | 67                                                                            | 67                                                                            | –                                                                             | 4                                                                             | Noorwegen                                                                     |
| V      | 1948 | Sankt Moritz, Zwitserland                                                     | Badrutts Park                                                                 | 30 januari – 8 februari                                                       | 15                                                                            | 68                                                                            | 68                                                                            | –                                                                             | 4                                                                             | Noorwegen                                                                     |
| -      | 1944 | Toegekend aan Cortina d'Ampezzo, maar afgelast vanwege de Tweede Wereldoorlog | Toegekend aan Cortina d'Ampezzo, maar afgelast vanwege de Tweede Wereldoorlog | Toegekend aan Cortina d'Ampezzo, maar afgelast vanwege de Tweede Wereldoorlog | Toegekend aan Cortina d'Ampezzo, maar afgelast vanwege de Tweede Wereldoorlog | Toegekend aan Cortina d'Ampezzo, maar afgelast vanwege de Tweede Wereldoorlog | Toegekend aan Cortina d'Ampezzo, maar afgelast vanwege de Tweede Wereldoorlog | Toegekend aan Cortina d'Ampezzo, maar afgelast vanwege de Tweede Wereldoorlog | Toegekend aan Cortina d'Ampezzo, maar afgelast vanwege de Tweede Wereldoorlog | Toegekend aan Cortina d'Ampezzo, maar afgelast vanwege de Tweede Wereldoorlog |
| -      | 1940 | Toegekend aan Sapporo, maar afgelast vanwege de Tweede Wereldoorlog           | Toegekend aan Sapporo, maar afgelast vanwege de Tweede Wereldoorlog           | Toegekend aan Sapporo, maar afgelast vanwege de Tweede Wereldoorlog           | Toegekend aan Sapporo, maar afgelast vanwege de Tweede Wereldoorlog           | Toegekend aan Sapporo, maar afgelast vanwege de Tweede Wereldoorlog           | Toegekend aan Sapporo, maar afgelast vanwege de Tweede Wereldoorlog           | Toegekend aan Sapporo, maar afgelast vanwege de Tweede Wereldoorlog           | Toegekend aan Sapporo, maar afgelast vanwege de Tweede Wereldoorlog           | Toegekend aan Sapporo, maar afgelast vanwege de Tweede Wereldoorlog           |
| IV     | 1936 | Garmisch-Partenkirchen, Duitsland                                             | IJsbaan Rießersee Garmisch-Partenkirchen                                      | 6–16 februari                                                                 | 16                                                                            | 52                                                                            | 52                                                                            | –                                                                             | 4                                                                             | Noorwegen                                                                     |
| III    | 1932 | Lake Placid, Verenigde Staten                                                 | James B. Sheffield Olympic Skating Rink                                       | 4–15 februari                                                                 | 6                                                                             | 31                                                                            | 31                                                                            | –                                                                             | 4 +3 d.                                                                       | Verenigde Staten                                                              |
| II     | 1928 | Sankt Moritz, Zwitserland                                                     | Badrutts Park                                                                 | 11–19 februari                                                                | 14                                                                            | 40                                                                            | 40                                                                            | –                                                                             | 4                                                                             | Noorwegen                                                                     |
| I      | 1924 | Chamonix-Mont-Blanc, Frankrijk                                                | Stade de Mont Blanc                                                           | 25 januari – 5 februari                                                       | 10                                                                            | 31                                                                            | 31                                                                            | –                                                                             | 5                                                                             | Finland                                                                       |

## Onderdelen
| Onderdeel           | Onderdeel            | 24 | 28 | 32 | 36 | 48 | 52 | 56 | 60 | 64 | 68 | 72 | 76 | 80 | 84 | 88 | 92 | 94 | 98 | 02 | 06 | 10 | 14 | 18 | 22 | 26 | Totaal |
| ------------------- | -------------------- | -- | -- | -- | -- | -- | -- | -- | -- | -- | -- | -- | -- | -- | -- | -- | -- | -- | -- | -- | -- | -- | -- | -- | -- | -- | ------ |
| Mannen              | 500 m                | •  | •  | •  | •  | •  | •  | •  | •  | •  | •  | •  | •  | •  | •  | •  | •  | •  | •  | •  | •  | •  | •  | •  | •  | •  | 25     |
| Mannen              | 1000 m               |    |    |    |    |    |    |    |    |    |    |    | •  | •  | •  | •  | •  | •  | •  | •  | •  | •  | •  | •  | •  | •  | 14     |
| Mannen              | 1500 m               | •  | •  | •  | •  | •  | •  | •  | •  | •  | •  | •  | •  | •  | •  | •  | •  | •  | •  | •  | •  | •  | •  | •  | •  | •  | 25     |
| Mannen              | 5000 m               | •  | •  | •  | •  | •  | •  | •  | •  | •  | •  | •  | •  | •  | •  | •  | •  | •  | •  | •  | •  | •  | •  | •  | •  | •  | 25     |
| Mannen              | 10.000 m             | •  | •  | •  | •  | •  | •  | •  | •  | •  | •  | •  | •  | •  | •  | •  | •  | •  | •  | •  | •  | •  | •  | •  | •  | •  | 25     |
| Mannen              | Ploegenachtervolging |    |    |    |    |    |    |    |    |    |    |    |    |    |    |    |    |    |    |    | •  | •  | •  | •  | •  | •  | 6      |
| Mannen              | Massastart           |    |    |    |    |    |    |    |    |    |    |    |    |    |    |    |    |    |    |    |    |    |    | •  | •  | •  | 3      |
|                     |                      |    |    |    |    |    |    |    |    |    |    |    |    |    |    |    |    |    |    |    |    |    |    |    |    |    |        |
| Vrouwen             | 500 m                |    |    | d  |    |    |    |    | •  | •  | •  | •  | •  | •  | •  | •  | •  | •  | •  | •  | •  | •  | •  | •  | •  | •  | 18     |
| Vrouwen             | 1000 m               |    |    | d  |    |    |    |    | •  | •  | •  | •  | •  | •  | •  | •  | •  | •  | •  | •  | •  | •  | •  | •  | •  | •  | 18     |
| Vrouwen             | 1500 m               |    |    | d  |    |    |    |    | •  | •  | •  | •  | •  | •  | •  | •  | •  | •  | •  | •  | •  | •  | •  | •  | •  | •  | 18     |
| Vrouwen             | 3000 m               |    |    |    |    |    |    |    | •  | •  | •  | •  | •  | •  | •  | •  | •  | •  | •  | •  | •  | •  | •  | •  | •  | •  | 18     |
| Vrouwen             | 5000 m               |    |    |    |    |    |    |    |    |    |    |    |    |    |    | •  | •  | •  | •  | •  | •  | •  | •  | •  | •  | •  | 11     |
| Vrouwen             | Ploegenachtervolging |    |    |    |    |    |    |    |    |    |    |    |    |    |    |    |    |    |    |    | •  | •  | •  | •  | •  | •  | 6      |
| Vrouwen             | Massastart           |    |    |    |    |    |    |    |    |    |    |    |    |    |    |    |    |    |    |    |    |    |    | •  | •  | •  | 3      |
| Totaal              | Totaal               | 5  | 4  | 4  | 4  | 4  | 4  | 4  | 8  | 8  | 8  | 8  | 9  | 9  | 9  | 10 | 10 | 10 | 10 | 10 | 12 | 12 | 12 | 14 | 14 | 14 | 216    |
| Afgevoerd onderdeel | Allround             | •  |    |    |    |    |    |    |    |    |    |    |    |    |    |    |    |    |    |    |    |    |    |    |    |    | 1      |

d = demonstratie-onderdeel
• = medaille-onderdeel

## Medaillespiegel
Bijgewerkt tot en met de Olympische Winterspelen 2022.
| Plaats | Land                           | NOC    | Goud · | Zilver · | Brons · | Totaal | Mannen | Mannen | Mannen | Mannen | Vrouwen | Vrouwen | Vrouwen | Vrouwen |
| Plaats | Land                           | NOC    | Goud · | Zilver · | Brons · | Totaal | Goud   | Zilver | Brons  | T      | Goud    | Zilver  | Brons   | T       |
| ------ | ------------------------------ | ------ | ------ | -------- | ------- | ------ | ------ | ------ | ------ | ------ | ------- | ------- | ------- | ------- |
| 1      | Nederland                      | NED    | 48     | 44       | 41      | 133    | 25     | 30     | 26     | 81     | 23      | 14      | 15      | 52      |
| 2      | Verenigde Staten               | USA    | 30     | 22       | 19      | 71     | 20     | 13     | 8      | 41     | 10      | 9       | 11      | 30      |
| 3      | Noorwegen                      | NOR    | 28     | 29       | 29      | 86     | 27     | 29     | 29     | 84     | 1       | 0       | 1       | 2       |
| 4      | Sovjet-Unie                    | URS    | 24     | 17       | 19      | 60     | 12     | 10     | 9      | 31     | 12      | 7       | 10      | 29      |
| 5      | Duitsland                      | GER    | 13     | 14       | 10      | 37     | 2      | 0      | 1      | 3      | 11      | 14      | 9       | 34      |
| 6      | Canada                         | CAN    | 10     | 16       | 16      | 42     | 4      | 5      | 8      | 19     | 6       | 9       | 8       | 23      |
| 7      | DDR                            | GDR    | 8      | 12       | 9       | 29     | 2      | 1      | 2      | 5      | 6       | 11      | 7       | 24      |
| 8      | Finland                        | FIN    | 7      | 8        | 9       | 24     | 6      | 6      | 7      | 19     | 1       | 2       | 2       | 5       |
| 9      | Zweden                         | SWE    | 9      | 4        | 5       | 18     | 9      | 4      | 5      | 18     | -       | -       | -       | -       |
| 10     | Japan                          | JPN    | 5      | 10       | 11      | 26     | 1      | 4      | 7      | 12     | 4       | 6       | 4       | 14      |
| 11     | Zuid-Korea                     | KOR    | 5      | 9        | 5       | 19     | 3      | 7      | 5      | 15     | 2       | 2       | 0       | 4       |
| 12     | Rusland                        | RUS    | 3      | 6        | 7       | 16     | 1      | 4      | 2      | 7      | 2       | 2       | 4       | 8       |
| 13     | Tsjechië                       | CZE    | 3      | 2        | 2       | 7      | -      | -      | -      | -      | 3       | 2       | 2       | 7       |
| 14     | Bondsrepubliek Duitsland       | FRG    | 3      | 0        | 0       | 3      | 2      | 0      | 0      | 2      | 1       | 0       | 0       | 1       |
| 15     | China                          | CHN    | 2      | 3        | 4       | 9      | 1      | -      | 1      | 2      | 1       | 3       | 3       | 7       |
| 16     | Italië                         | ITA    | 2      | 1        | 4       | 4      | 2      | 0      | 3      | 5      | -       | 1       | 1       | 2       |
| 17     | Oostenrijk                     | AUT    | 1      | 2        | 3       | 6      | 0      | 1      | 2      | 3      | 1       | 1       | 1       | 3       |
| 17     | Polen                          | POL    | 1      | 2        | 3       | 6      | 1      | 0      | 1      | 2      | 0       | 2       | 2       | 4       |
| 19     | Duits eenheidsteam             | EUA    | 1      | 1        | 0       | 2      | -      | -      | -      | -      | 1       | 1       | 0       | 2       |
| 20     | België                         | BEL    | 1      | 1        | 1       | 3      | 1      | 1      | 1      | 3      | -       | -       | -       | -       |
| 21     | Wit-Rusland                    | BLR    | 0      | 1        | 0       | 1      | 0      | 1      | 0      | 1      | -       | -       | -       | -       |
| 21     | Noord-Korea                    | PRK    | 0      | 1        | 0       | 1      | -      | -      | -      | -      | 0       | 1       | 0       | 1       |
| 23     | Kazachstan                     | KAZ    | 0      | 0        | 1       | 1      | -      | -      | -      | -      | 0       | 0       | 1       | 1       |
| 23     | Olympische atleten uit Rusland | OAR    | 0      | 0        | 1       | 1      | -      | -      | -      | -      | 0       | 0       | 1       | 1       |
| Totaal | Totaal                         | Totaal | 204    | 206      | 200     | 610    | 119    | 120    | 116    | 355    | 85      | 86      | 83      | 255     |

## Reglementen

### Baan en accommodatie
Bij de Olympische Winterspelen moeten de wedstrijden in het hardrijden worden geschaatst op een 400 meter ISU-standaard kunstijsbaan met kunstmatig bevroren ijs. De ijsbaan moet omsloten zijn door een verwarmd gebouw om beschermd te zijn tegen weer en wind. Het gebied aan de binnenkant van de wedstrijdbaan (middenterrein) moet bereikbaar zijn zonder dat men over het oppervlak van de ijsvloer hoeft te gaan. Er moet voor een redelijk aantal zitplaatsen voor toeschouwers gezorgd worden tezamen met deugdelijke voorzieningen voor deelnemers, officials, gasten, televisie en andere media.

### Deelnemersquota per onderdeel
Per onderdeel op de Olympische Winterspelen heeft de ISU een quota voor het maximum aantal deelnemers vastgesteld. In onderstaande tabel zijn deze maximum quota per Winterspelen weergegeven.
| Onderdeel | Onderdeel            | 1924      | 1928      | 1932      | 1936      | 1948      | 1952      | 1956      | 1960      | 1964      | 1968      | 1972      | 1976      | 1980      | 1984      | 1988      | 1992      | 1994      | 1998      | 2002      | 2006      | 2010    | 2014    | 2018    | 2022    |
| --------- | -------------------- | --------- | --------- | --------- | --------- | --------- | --------- | --------- | --------- | --------- | --------- | --------- | --------- | --------- | --------- | --------- | --------- | --------- | --------- | --------- | --------- | ------- | ------- | ------- | ------- |
| Mannen    | 500 m                | onbeperkt | onbeperkt | onbeperkt | onbeperkt | onbeperkt | onbeperkt | onbeperkt | onbeperkt | onbeperkt | onbeperkt | onbeperkt | onbeperkt | onbeperkt | onbeperkt | onbeperkt | onbeperkt | onbeperkt | onbeperkt | onbeperkt | onbeperkt | 40      | 40      | 36      | 30      |
| Mannen    | 1000 m               |           |           |           |           |           |           |           |           |           |           |           | onbeperkt | onbeperkt | onbeperkt | onbeperkt | onbeperkt | onbeperkt | onbeperkt | onbeperkt | onbeperkt | 40      | 40      | 36      | 30      |
| Mannen    | 1500 m               | onbeperkt | onbeperkt | onbeperkt | onbeperkt | onbeperkt | onbeperkt | onbeperkt | onbeperkt | onbeperkt | onbeperkt | onbeperkt | onbeperkt | onbeperkt | onbeperkt | onbeperkt | onbeperkt | onbeperkt | onbeperkt | onbeperkt | onbeperkt | 40      | 40      | 36      | 30      |
| Mannen    | 5000 m               | ?         | ?         | ?         | ?         | ?         | ?         | ?         | ?         | ?         | ?         | ?         | ?         | ?         | ?         | ?         | ?         | 32        | 32        | 32        | 28        | 28      | 28      | 24      | 20      |
| Mannen    | 10.000 m             | ?         | ?         | ?         | ?         | ?         | ?         | ?         | ?         | ?         | ?         | ?         | ?         | ?         | ?         | ?         | ?         | 16        | 16        | 16        | 16        | 16      | 16      | 12      | 12      |
| Mannen    | Ploegenachtervolging |           |           |           |           |           |           |           |           |           |           |           |           |           |           |           |           |           |           |           | 8 teams   | 8 teams | 8 teams | 8 teams | 8 teams |
| Mannen    | Massastart           |           |           |           |           |           |           |           |           |           |           |           |           |           |           |           |           |           |           |           |           |         |         | 24      | 24*     |
|           |                      |           |           |           |           |           |           |           |           |           |           |           |           |           |           |           |           |           |           |           |           |         |         |         |         |
| Vrouwen   | 500 m                |           |           | onbeperkt |           |           |           |           | onbeperkt | onbeperkt | onbeperkt | onbeperkt | onbeperkt | onbeperkt | onbeperkt | onbeperkt | onbeperkt | onbeperkt | onbeperkt | onbeperkt | onbeperkt | 36      | 36      | 32      | 30      |
| Vrouwen   | 1000 m               |           |           | onbeperkt |           |           |           |           | onbeperkt | onbeperkt | onbeperkt | onbeperkt | onbeperkt | onbeperkt | onbeperkt | onbeperkt | onbeperkt | onbeperkt | onbeperkt | onbeperkt | onbeperkt | 36      | 36      | 32      | 30      |
| Vrouwen   | 1500 m               |           |           | onbeperkt |           |           |           |           | onbeperkt | onbeperkt | onbeperkt | onbeperkt | onbeperkt | onbeperkt | onbeperkt | onbeperkt | onbeperkt | onbeperkt | onbeperkt | onbeperkt | onbeperkt | 36      | 36      | 32      | 30      |
| Vrouwen   | 3000 m               |           |           |           |           |           |           |           | ?         | ?         | ?         | ?         | ?         | ?         | ?         | ?         | ?         | 32        | 32        | 32        | 28        | 28      | 28      | 24      | 20      |
| Vrouwen   | 5000 m               |           |           |           |           |           |           |           |           |           |           |           |           |           |           | ?         | ?         | 16        | 16        | 16        | 16        | 16      | 16      | 12      | 12      |
| Vrouwen   | Ploegenachtervolging |           |           |           |           |           |           |           |           |           |           |           |           |           |           |           |           |           |           |           | 8 teams   | 8 teams | 8 teams | 8 teams | 8 teams |
| Vrouwen   | Massastart           |           |           |           |           |           |           |           |           |           |           |           |           |           |           |           |           |           |           |           |           |         |         | 24      | 24*     |
| Onderdeel | Onderdeel            | 1924      | 1928      | 1932      | 1936      | 1948      | 1952      | 1956      | 1960      | 1964      | 1968      | 1972      | 1976      | 1980      | 1984      | 1988      | 1992      | 1994      | 1998      | 2002      | 2006      | 2010    | 2014    | 2018    | 2022    |

### Deelnemersquota per land per onderdeel
Per onderdeel op de Olympische Winterspelen heeft de ISU een quota voor het maximum aantal deelnemers per land vastgesteld. In onderstaande tabel zijn deze maximum quota per land per onderdeel per Winterspelen weergegeven. Tevens heeft de ISU een quota vastgesteld voor het totaal aantal mannen en vrouwen per land. Ten slotte heeft het IOC nog een quota vastgesteld voor het totaal aantal deelnemers bij het langebaanschaatsen.
| Onderdeel                     | Onderdeel                     | 1924 | 1928 | 1932 | 1936 | 1948 | 1952 | 1956 | 1960 | 1964 | 1968 | 1972 | 1976 | 1980 | 1984 | 1988 | 1992 | 1994 | 1998 | 2002 | 2006   | 2010   | 2014   | 2018   | 2022   |
| ----------------------------- | ----------------------------- | ---- | ---- | ---- | ---- | ---- | ---- | ---- | ---- | ---- | ---- | ---- | ---- | ---- | ---- | ---- | ---- | ---- | ---- | ---- | ------ | ------ | ------ | ------ | ------ |
| Mannen                        | 500 m                         | 4    | 4    | 4    | 4    | 4    | 4    | 4    | 4    | 4    | 4    | 4    | 3    | 3    | 3    | 4    | 4    | 4    | 4    | 4    | 4      | 4      | 4      | 3      | 3      |
| Mannen                        | 1000 m                        |      |      |      |      |      |      |      |      |      |      |      | 3    | 3    | 3    | 4    | 4    | 4    | 4    | 4    | 4      | 4      | 4      | 3      | 3      |
| Mannen                        | 1500 m                        | 4    | 4    | 4    | 4    | 4    | 4    | 4    | 4    | 4    | 4    | 4    | 3    | 3    | 3    | 4    | 4    | 4    | 4    | 4    | 4      | 4      | 4      | 3      | 3      |
| Mannen                        | 5000 m                        | 4    | 4    | 4    | 4    | 4    | 4    | 4    | 3    | 3    | 3    | 3    | 3    | 3    | 3    | 3    | 3    | 3    | 3    | 3    | 3      | 3      | 3      | 3      | 3      |
| Mannen                        | 10.000 m                      | 4    | 4    | 4    | 4    | 4    | 4    | 4    | 3    | 3    | 3    | 3    | 3    | 3    | 3    | 3    | 3    | 3    | 3    | 3    | 3      | 3      | 3      | 2      | 2      |
| Mannen                        | Ploegenachtervolging          |      |      |      |      |      |      |      |      |      |      |      |      |      |      |      |      |      |      |      | 1 team | 1 team | 1 team | 1 team | 1 team |
| Mannen                        | Massastart                    |      |      |      |      |      |      |      |      |      |      |      |      |      |      |      |      |      |      |      |        |        |        | 2      | 2      |
| Mannen                        | Maximum mannen per land       | ?    | ?    | ?    | ?    | ?    | ?    | ?    | ?    | ?    | ?    | ?    | ?    | ?    | ?    | ?    | ?    | ?    | ?    | 10   | 10     | 10     | 10     | 10     | 9      |
|                               |                               |      |      |      |      |      |      |      |      |      |      |      |      |      |      |      |      |      |      |      |        |        |        |        |        |
| Vrouwen                       | 500 m                         |      |      |      |      |      |      |      | 3    | 3    | 3    | 3    | 3    | 3    | 3    | 4    | 4    | 4    | 4    | 4    | 4      | 4      | 4      | 3      | 3      |
| Vrouwen                       | 1000 m                        |      |      |      |      |      |      |      | 3    | 3    | 3    | 3    | 3    | 3    | 3    | 4    | 4    | 4    | 4    | 4    | 4      | 4      | 4      | 3      | 3      |
| Vrouwen                       | 1500 m                        |      |      |      |      |      |      |      | 3    | 3    | 3    | 3    | 3    | 3    | 3    | 4    | 4    | 4    | 4    | 4    | 4      | 4      | 4      | 3      | 3      |
| Vrouwen                       | 3000 m                        |      |      |      |      |      |      |      | 3    | 3    | 3    | 3    | 3    | 3    | 3    | 3    | 3    | 3    | 3    | 3    | 3      | 3      | 3      | 3      | 3      |
| Vrouwen                       | 5000 m                        |      |      |      |      |      |      |      |      |      |      |      |      |      |      | 3    | 3    | 3    | 3    | 3    | 3      | 3      | 3      | 2      | 2      |
| Vrouwen                       | Ploegenachtervolging          |      |      |      |      |      |      |      |      |      |      |      |      |      |      |      |      |      |      |      | 1 team | 1 team | 1 team | 1 team | 1 team |
| Vrouwen                       | Massastart                    |      |      |      |      |      |      |      |      |      |      |      |      |      |      |      |      |      |      |      |        |        |        | 2      | 2      |
| Vrouwen                       | Maximum vrouwen per land      | ?    | ?    | ?    | ?    | ?    | ?    | ?    | ?    | ?    | ?    | ?    | ?    | ?    | ?    | ?    | ?    | ?    | ?    | 10   | 10     | 10     | 10     | 10     | 9      |
| Maximum deelnemers per land   | Maximum deelnemers per land   | ?    | ?    | ?    | ?    | ?    | ?    | ?    | ?    | ?    | ?    | ?    | ?    | ?    | ?    | ?    | ?    | ?    | ?    | 20   | 20     | 20     | 20     | 20     | 18     |
|                               |                               |      |      |      |      |      |      |      |      |      |      |      |      |      |      |      |      |      |      |      |        |        |        |        |        |
| IOC deelnemersquota schaatsen | IOC deelnemersquota schaatsen | ?    | ?    | ?    | ?    | ?    | ?    | ?    | ?    | ?    | ?    | ?    | ?    | ?    | ?    | ?    | ?    | ?    | ?    | ?    | 170    | 180    | 180    | 180    | 166    |

### Loting
De loting voor de startvolgorde bij de Olympische Winterspelen vindt plaats voor iedere enkele afstand.

#### Klassieke afstanden
Voor elke loting worden de deelnemers in groepen geplaatst, gebaseerd op hun individuele rangorde in de “Special Olympic Qualification Classification” (SOQC). Rijders zonder uitslagen van SOQC wedstrijden zullen daarna worden gerangschikt overeenkomstig hun best behaalde
goedgekeurde kwalificatietijd.

Gebaseerd op hun individuele rangorde worden de ingeschreven rijders in vier groepen geplaatst:
| • Groep I   | 000 de zes (6) best gerangschikte deelnemers                |
| • Groep II  | 000 de van nummer 7 tot nummer 12 gerangschikte deelnemers  |
| • Groep III | 000 de van nummer 13 tot nummer 18 gerangschikte deelnemers |
| • Groep IV  | 000 de van nummer 19 tot nummer 24 gerangschikte deelnemers |
| • Groep V   | 000 de overige deelnemers.                                  |

Op de 5000 meter dames en de 10.000 meter heren worden echter vier (4) deelnemers in iedere groep geplaatst; de vier best gerangschikte deelnemers in groep I, de volgende vier in groep II, enz.

In geval van een gelijke stand in de SOQC ranglijst wordt de onderlinge rangschikking tussen de betreffende deelnemers, indien nodig voor de groepsindeling, door loting beslist
De deelnemers die in dezelfde groep zijn geplaatst vormen paren door loting van hun startnummers. De startvolgorde van de paren is als volgt: de eerste twee gelote deelnemers van groep V vormen het eerste paar op de betreffende afstand. Indien echter een oneven aantal deelnemers is ingeschreven, zal de eerst gelote deelnemer van groep V in het eerste paar alleen rijden. Nadat groep V is geloot, volgt groep IV, III enz.
Twee deelnemers die hetzelfde ISU lid/NOC (land) vertegenwoordigen mogen niet in hetzelfde paar starten.

#### Ploegenachtervolging
De ploegenachtervolgingswedstrijden worden georganiseerd met een serie afvalronden, (kwartfinales, halve finales, finales en andere plaatsingsritten) zodat de finale omloop een beslissende wedstrijd is voor de Olympische gouden en zilveren medaille. De kwartfinales (QF) worden gereden in een time-trial vorm. Een tijden-ranglijst van de deelnemende teams zal worden bepaald door de finish-tijden van de teams. Als een team in de rit wordt ingehaald door een ander team, moeten beide teams toch finishen om een resultaat te krijgen voor deze tijden ranglijst. Bij een gelijke stand (als meerdere teams een gelijke tijd behalen), dan zal het team met een betere SOQC rangorde worden beschouwd
als beter geplaatst. De halve finales (SF), finales en plaatsingsritten zullen worden gereden in de vorm van eliminatie ritten.
De samenstelling van ritten van de kwartfinales zal worden bepaald door een open loting tussen de ingeschreven teams.
De teams met de vier snelste tijden van de kwartfinales, plaatsen zich voor de halve finales; de teams met de snelste 5e en 6e tijden plaatsen zich voor de C-finale, en de twee overblijvende teams plaatsen zich voor de D-finale. Het winnende team van de kwartfinales wordt aangeduid met QF(1), de tweede snelste met QF(2) etc.

De halve finales worden als volgt gereden:

000 eerste halve finale, SF1: QF(1) tegen QF(4)

000 tweede halve finale, SF2: QF(2) tegen QF(3)
Na de voltooiing van de halve finales, zullen de 4 teams die zich niet kwalificeerden van de kwartfinales plaatsingsritten rijden voor de eindrangschikking plaatsen 5–8. Eerst zal een D-finale worden geschaatst tussen de twee teams met de langzaamste tijden van de kwartfinales om de plaatsen 7 en 8 te bepalen. Daarna zal een C-finale worden gereden tussen de twee snelste teams van de in de kwartfinales uitgeschakelde teams om de eindrangschikking van de plaatsen 5 en 6 te bepalen.
De winnaars van elke halve finale zullen doorgaan naar de A finale om te strijden om de gouden en zilveren medailles. De verliezers van de halve finales zullen in de B-finale strijden om de bronzen medaille (de verliezer eindigt op plaats 4). De B-finale zal eerst worden verreden.
De kwartfinales worden op de eerste wedstrijddag van de ploegenachtervolgingswedstrijden verreden; de halve finales en alle finales (inclusief plaatsingsritten) worden op een volgende dag verreden.

#### Massastart
De massastart wedstrijd zal worden georganiseerd met een eliminatie fase (halve finales) waar de deelnemers zich kwalificeren voor de finale en beslissende rit. De samenstelling van de twee halve finales SF 1 en SF 2 zal als volgt worden gebaseerd op de SOQR ranglijst van de ingeschreven deelnemers:

000De best gerangschikte deelnemer zal worden geplaatst in SF 1.

000 De als 2e en 3e gerangschikte deelnemers in SF 2.

000 De als 4e en 5e gerangschikte deelnemers in SF 1. etc.
In elke halve finale rit zal echter maximaal één deelnemer van hetzelfde ISU/NOC lid zijn. De tweede gerangschikte deelnemer van hetzelfde lid zal daarom moeten worden geplaatst in een andere halve finale dan de best gerangschikte deelnemer.
 
Als een deelnemer geen SOQR rangschikking heeft, zal de deelnemer worden beschouwd, dezelfde SOQR rangschikking te hebben als de niet deelnemende schaatser van hetzelfde land met de beste SOQR ranking.
De 8 best gerangschikte rijders van elke halve finale kwalificeren zich voor de massastart finale. In de finale krijgen de deelnemers als volgt helmcap-nummers:
 
De winnaar van SF 1 krijgt nr. 1, de winnaar van SF 2 krijgt nr. 2, de tweede gerangschikte rijder van SF 1 krijgt nr. 3, de tweede gerangschikte rijder van SF 2 krijgt nr. 4, etc.